# グティ
グティ (Guti) ことホセ・マリア・グティエレス・エルナンデス（José María Gutiérrez Hernández、1976年10月31日 - ）はスペイン・マドリード州トレホン・デ・アルドス出身の元サッカー選手、現サッカー指導者・解説者。現役時代はスペイン代表でポジションはミッドフィールダーだが、2000-01、2001-02シーズンはチーム事情によりフォワードでもプレーした。現在はDAZNのサッカー解説者を務めている。
グラウンダーの高速スルーパスを多用したゲームメークが得意で創造性に溢れるパスは見ている人間を楽しませた。またフリーキックやシュートも正確である。カンテラ時代はトップ下で毎シーズン30得点前後を記録していた。

## 経歴

### レアル・マドリード
1984年にレアル・マドリードの下部組織（カンテラ）に入団した。金髪をなびかせた風貌や優雅なプレースタイルがベルント・シュスターに似ていたことから、小さい頃は「リトル・シュスター」というあだ名があった。後に、そのシュスターとは2007-2008シーズンに1シーズンではあったが選手と監督の関係になった。レアル・マドリードに入団したころはストライカーだったが、後にミッドフィールダーに転向し、1995年、ホルヘ・バルダーノ監督が率いるトップチームに初めて招集され、12月2日のセビージャFC戦でトップチームデビューした。1995-96シーズンは9試合に出場して1得点を決めた。1996-97シーズンは17試合に出場し、リーガ・エスパニョーラのタイトルを獲得した。1997-98シーズンにはスーペルコパ・デ・エスパーニャ、UEFAチャンピオンズリーグのトロフィーを掲げた。
1998-99シーズンにはトヨタカップで優勝し、シーズン途中にはMFホシコやMFフアン・カルロス・バレロンらとともにUEFA U-21欧州選手権で優勝した。この大会では背番号14を着けており、これ以来ラッキーナンバーとしてクラブでもこの背番号をつけた。1999年5月5日、クロアチア代表戦でスペイン代表デビューした。同年6月22日にスペインのテレビ司会者アランチャ・デ・ベニートと結婚、一男一女を授かるも、2009年に離婚している。
1999-2000シーズンはクラレンス・セードルフにポジションを奪われ、倒れた相手を蹴って退場になったこともあったが、ビセンテ・デル・ボスケ監督に信頼されて中盤の軸になった。試合中に感情をあらわにする欠点があり、2010年までにリーグ戦だけで8度の退場処分を受けている。同シーズンには再びUEFAチャンピオンズリーグのタイトルを獲得し、自身はリーグ戦28試合に出場して6得点を決めた。2000-01シーズンはFWフェルナンド・モリエンテスが怪我で長期離脱したため、シーズンの大半の試合でフォワードとして出場し、キャリアハイの得点数（14得点）を記録した。27度目のリーグタイトルを獲得し、スーペルコパ・デ・エスパーニャでも優勝した。人口約5万人の小都市に本拠地を置くビジャレアルCFとのアウェー戦では彼らのファンに対して「田舎者」と言い放って中指を突きたて、スペイン国内すべての新聞で報じられる問題を引き起こした。
2002年にFWロナウドが加入すると、FWでプレーしていたグティはポジションを奪われた。しかし、ボランチでプレーしていたイバン・エルゲラがCBへコンバートされ、守備的MFクロード・マケレレのパートナーが定まっていなかったことで、デル・ボスケ監督はグティをセンターハーフに抜擢した。このコンバートが大成功し、グティは新たなポジションを獲得。再び中盤でプレーするようになり、2度目のUEFAチャンピオンズリーグ、UEFAスーパーカップ、インターコンチネンタルカップ(2002年大会では1ゴールを決めて優勝に貢献した。)のタイトルを獲得した。2004-05シーズンは過去7シーズンで初めてリーグ戦ノーゴールに終わり、このシーズンの彼のゴールは、2005年2月にスペイン代表のサンマリノ戦で挙げた1点だけだった。2005-06シーズンは公式戦を通じて43試合に出場し、リーグ戦で4ゴール、欧州カップ戦で2ゴールを挙げた。
2006年夏、ACミランからMFカカを引き抜くことを公約に掲げたラモン・カルデロンがクラブの新会長に当選したため、カカとポジションが重なるグティの将来に暗雲が漂った。彼はローカルライバルのアトレティコ・マドリードに移籍することも検討したが、結局移籍することはなく、カカもACミランに残留した。2006 FIFAワールドカップをもってジネディーヌ・ジダンが現役引退したため、2006-07シーズンは司令塔のポジションに定着し、チームで唯一違いが生み出せる選手と評価された。多くのゴールをアシストし、30回目のリーグ優勝に貢献した。後に、過去の優勝の中でこのシーズンのリーグ優勝が一番嬉しかったとインタビューで語っている。
2008年2月10日のレアル・バリャドリード戦では2得点3アシストの大活躍で7-0の大勝に貢献し、マン・オブ・ザ・マッチに輝いた。2007-08シーズンはリーグ優勝を果たし、自身はアシストランキングでトップに立った。9月14日のCDヌマンシア戦ではクラブの通算5000得点目を決めた。2009年夏、監督がマヌエル・ペレグリーニに交代し、ACミランからカカが加入したため、出場機会は減少した。格下相手に0-4の敗戦を喫したコパ・デル・レイのADアルコルコン戦では、ハーフタイムに屈辱的な途中交代をさせられ、試合後には首脳陣を批判するコメントを残したため、それからしばらくの間招集メンバーから外された。ADアルコルコン戦後には8年前同様に相手ファンに中指を突き立てて議論を醸した。カカが負傷によりチームを離脱すると、再びレギュラーとして出場した。
レアル・マドリードとの契約を1年残していたが、2010年7月25日、下部組織時代も含めると25年間在籍したレアル・マドリードからの退団を発表した。

### ベシクタシュ

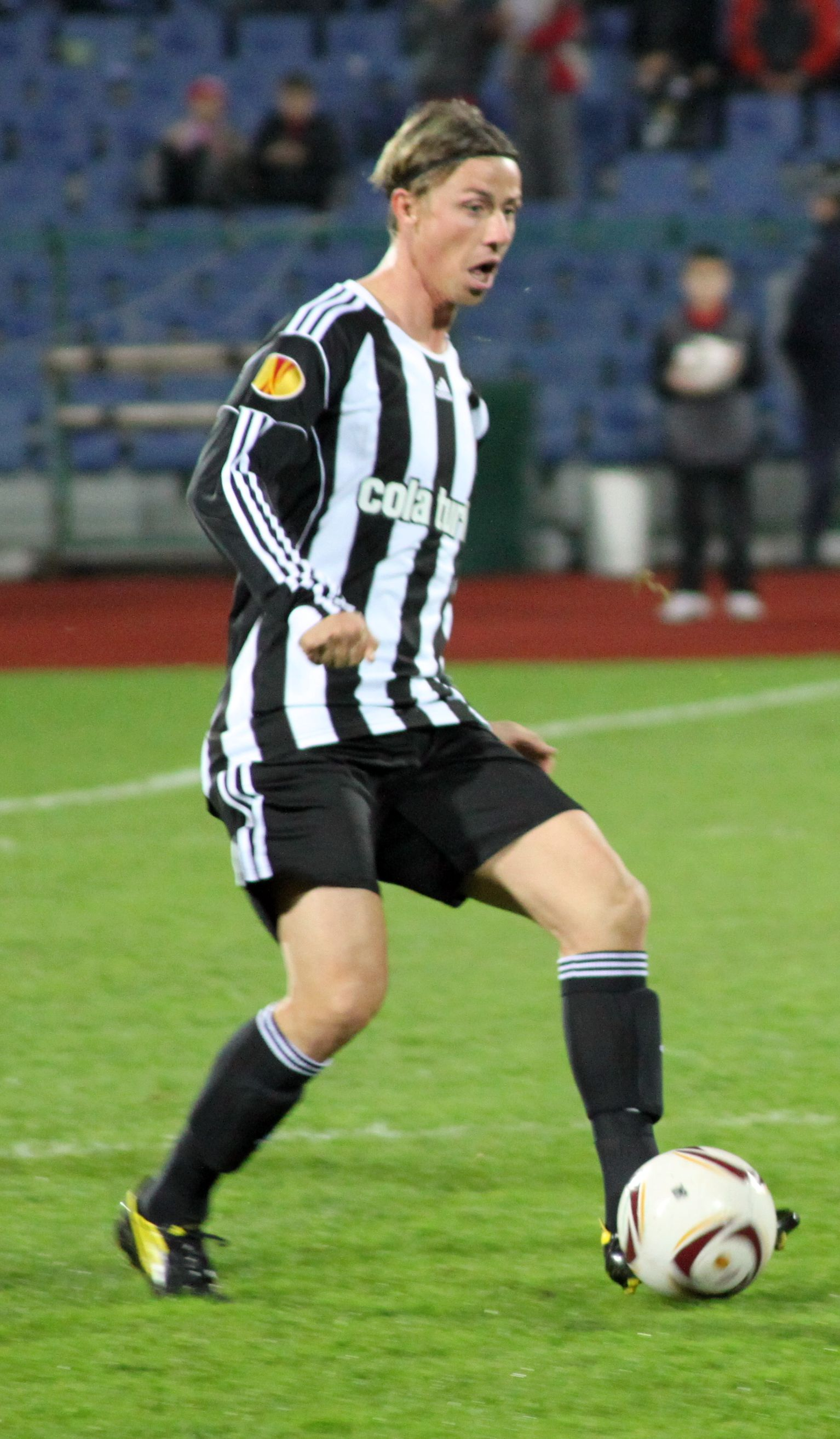
ベシクタシュでプレーするグティ（2010年）

2010年7月26日、レアル・マドリードで2007-08シーズンに師弟関係にあったベルント・シュスター監督が率いるトルコ・スュペルリグのベシクタシュJKと2年契約を交わした。背番号はレアル・マドリード時代と同じ14番が用意された。
2011年11月に契約を解除し、退団した。

### 現役引退後
ベシクタシュJKを退団した後、2012年まで無所属の期間が続き、2012年7月に現役引退を発表した。2013年、レアル・マドリードのU-12チームのコーチに就任することをマルカが伝えた。2016年1月、カスティージャを率いていたジネディーヌ・ジダンのトップチームの監督就任に伴い、各カテゴリーの監督も繰り上げ昇格され、フベニールB(U-18)の監督に就任、フベニールA(U-19)の監督であったサンティアゴ・ソラーリの昇格に伴い、2016-2017シーズンよりフベニールAの監督に昇格。迎えた2016-2017シーズンはタレントにも恵まれて快進撃を見せ、UEFAユースリーグは2年連続の4強に終わったが、地域リーグ優勝、地域リーグの王者による全国大会コパ・デ・カンペオネス・フベニール優勝、さらにコパ・デル・レイ・フベニールでも優勝し、クラブ史上初の国内三冠に導いた。
2018年夏、グティ本人はトップチームの監督就任を望んでいたが、電撃辞任したジダンの後任はフレン・ロペテギに決まり、上位カテゴリーのカスティージャ監督のソラーリも留任したことから、現役時代の晩年を過ごしたベシクタシュJKのオファーを受け、同クラブのアシスタントコーチに就任した。なお2021年のインタビューで語ったところによれば、この際にレアル・マドリードからの慰留を拒否してベシクタシュのオファーを受けたことで現在は、レアル・マドリードとの関係が途切れていることを明かしている。
2019年11月4日、UDアルメリアの監督に就任したことが発表された。監督就任後はリーグ戦9勝5分7敗で2020年6月時点では自動昇格圏の2位に迫る3位につけていたが、6月25日の対ADアルコルコン戦に敗戦して、2位以内が厳しくなったことからグティの解任が発表された（その後、アルメリアは最終順位4位で昇格プレーオフに進むも敗退している）。
2022年8月、DAZNスペインのサッカー解説者に就任したことが発表された。

## 評価
ビセンテ・デル・ボスケには「グティにラウル・ゴンサレスほどの努力と謙虚な気持ちがあったなら、フットボール史に残る選手となっていただろう」と評された。
ロナウドがレアル・マドリードに移籍して一番驚かされた選手はグティであったという。またルート・ファン・ニステルローイも「グティほど天才という言葉が似合う選手はいない、グティは本当にパスが上手であり、スペイン代表に招集されないのはおかしい」と発言している。この2人は何度もグティのアシストから得点を決めた。
他にもアントニオ・カッサーノも「正しい時期に平静を保ち、完璧なプロであれば、フットボール史上最高の選手になり得た。 クオリティが詰まったカバンを持った異星人だった」とスペインアス紙で語るなど、その能力の高さは多くの人に認められてきた。

## 人物
愛車はポルシェで、側面には自身の背番号である14が入っている。
趣味は時計のコレクション。またゴルフも趣味で、ハンディキャップは2009年時点で7である。

## 個人成績
| 国内大会個人成績 | 国内大会個人成績 | 国内大会個人成績 | 国内大会個人成績 | 国内大会個人成績 | 国内大会個人成績 | 国内大会個人成績 | 国内大会個人成績        | 国内大会個人成績 | 国内大会個人成績 | 国内大会個人成績 | 国内大会個人成績 |
| 年度             | クラブ           | 背番号           | リーグ           | リーグ戦         | リーグ戦         | リーグ杯         | リーグ杯                | オープン杯       | オープン杯       | 期間通算         | 期間通算         |
| 年度             | クラブ           | 背番号           | リーグ           | 出場             | 得点             | 出場             | 得点                    | 出場             | 得点             | 出場             | 得点             |
| スペイン         | スペイン         | スペイン         | スペイン         | リーグ戦         | リーグ戦         | 国王杯           | 国王杯                  | オープン杯       | オープン杯       | 期間通算         | 期間通算         |
| ---------------- | ---------------- | ---------------- | ---------------- | ---------------- | ---------------- | ---------------- | ----------------------- | ---------------- | ---------------- | ---------------- | ---------------- |
| 1995-96          | R・マドリード    | 26               | プリメーラ       | 9                | 1                | -                | -                       | -                | -                | 9                | 1                |
| 1996-97          | R・マドリード    | 26               | プリメーラ       | 14               | 0                | 3                | 0                       | -                | -                | 17               | 0                |
| 1997-98          | R・マドリード    | 26               | プリメーラ       | 17               | 1                | 1                | 0                       | -                | -                | 18               | 1                |
| 1998-99          | R・マドリード    | 14               | プリメーラ       | 28               | 1                | 4                | 2                       | -                | -                | 32               | 3                |
| 1999-00          | R・マドリード    | 14               | プリメーラ       | 28               | 6                | 4                | 1                       | -                | -                | 32               | 7                |
| 2000-01          | R・マドリード    | 14               | プリメーラ       | 32               | 14               | -                | -                       | -                | -                | 32               | 14               |
| 2001-02          | R・マドリード    | 14               | プリメーラ       | 29               | 4                | 7                | 6                       | -                | -                | 36               | 10               |
| 2002-03          | R・マドリード    | 14               | プリメーラ       | 34               | 4                | 2                | 2                       | -                | -                | 36               | 6                |
| 2003-04          | R・マドリード    | 14               | プリメーラ       | 26               | 2                | 8                | 1                       | -                | -                | 34               | 3                |
| 2004-05          | R・マドリード    | 14               | プリメーラ       | 31               | 0                | -                | -                       | -                | -                | 31               | 0                |
| 2005-06          | R・マドリード    | 14               | プリメーラ       | 33               | 4                | 4                | 0                       | -                | -                | 37               | 4                |
| 2006-07          | R・マドリード    | 14               | プリメーラ       | 30               | 1                | -                | -                       | -                | -                | 30               | 1                |
| 2007-08          | R・マドリード    | 14               | プリメーラ       | 32               | 3                | 4                | 1                       | -                | -                | 36               | 4                |
| 2008-09          | R・マドリード    | 14               | プリメーラ       | 18               | 3                | 1                | 0                       | -                | -                | 19               | 3                |
| 2009-10          | R・マドリード    | 14               | プリメーラ       | 26               | 2                | 1                | 0                       | -                | -                | 8                | 2                |
| 2010-11          | ベシクタシュ     | 14               | スュペル・リグ   | 22               | 7                | 6                | 3                       |                  |                  | 28               | 10               |
| 2011-12          | ベシクタシュ     | 14               | スュペル・リグ   | 1                | 0                | 0                | 0                       |                  |                  | 1                | 0                |
| 通算             | スペイン         | スペイン         |                  | \|387            | 46               | 40               | 13                      | -                | -                | 427              | 59               |
| 通算             | トルコ           | トルコ           |                  | \|23             | 7                | 6                | 3\|\|\|\|\|\|29\|\|10   |                  |                  |                  |                  |
| 総通算           | 総通算           | 総通算           | 総通算           | \|410            | 53               | 46               | 16\|\|\|\|\|\|456\|\|69 |                  |                  |                  |                  |

### 代表での得点
| #  | 日時           | 場所                                                           | 対戦相手       | スコア | 最終結果 | 大会                            |
| -- | -------------- | -------------------------------------------------------------- | -------------- | ------ | -------- | ------------------------------- |
| 1. | 2002年10月12日 | アルバセテ、エスタディオ・カルロス・ベルモンテ                 | 北アイルランド | 2-0    | 3-0      | UEFA EURO 2004予選              |
| 2. | 2003年2月12日  | パルマ・デ・マヨルカ、エスタディ・デ・ソン・モイシュ           | ドイツ         | 3-1    | 3-1      | 親善試合                        |
| 3. | 2005年2月9日   | アルメリア、エスタディオ・デ・ロス・フエゴス・メディテラネオス | サンマリノ     | 4-0    | 5-0      | 2006 FIFAワールドカップ欧州予選 |

## タイトル

### 選手時代
レアル・マドリード
- リーガ・エスパニョーラ：5回（1996-97、2000-01、2002-03、2006-07、2007-08）
- スーペルコパ・デ・エスパーニャ：4回（1997、2001、2003、2008）
- UEFAチャンピオンズリーグ：3回（1997-98、1999-2000、2001-02）
- インターコンチネンタルカップ：2回（1998、2002）
- UEFAスーパーカップ：1回（2002）

ベシクタシュJK
- トルコ・カップ：1回（2010-11）

U-18スペイン代表
- UEFA U-19欧州選手権：1回（1995）

U-21スペイン代表
- UEFA U-21欧州選手権：1回（1998）

個人
- コパ・デル・レイ得点王：1回（2001-02）
- プリメーラ・ディビシオンアシスト王：1回（2007-08）

### 指導者時代
レアル・マドリード (ユース)
- ディビシオン・デ・オノール・フベニール：1回（2016-17）
- コパ・デ・カンペオネス・フベニール：1回（2016-17）
- コパ・デル・レイ・フベニール：1回（2017）

## 指導歴
- レアル・マドリード
  - 2012年 - 2016年、U-21コーチ
  - 2016年 - 2018年、U-18監督
- 2018年-2019年  ベシクタシュJK アシスタントコーチ
- 2019年-2020年  UDアルメリア 監督